# Sideroxylon palmeri
El tempesquistle (Sideroxylon palmeri) es una especie de árbol frutal de la familia de las sapotáceas. Se encuentra en  bosques caducifolios tropicales de varias regiones de México y Centroamérica.

## Descripción
Mide entre 8 y 16 m de altura. Su fruto, de 1.5 a 2 cm de largo, contiene una única semilla de color oscuro. Cuando madura pasa de un color verde brillante a azul oscuro como el de un higo. Su textura es bastante viscosa y con su jugo de puede preparar una especie de chicle.

### Distribución
En México, es posible encontrar tempesquistle en el centro del país (Puebla, San Luis Potosí, Querétaro), en el golfo (Veracruz, Tamaulipas y Tabasco), en el sur (Oaxaca, Guerrero, Chiapas) y en la costa del Pacífico (Sinaloa, Durango).

## Nombres comunes
En español a veces se le conoce como abalo o bebelama; de la lengua zoque proviene el nombre cajpoqui, chajpoquí o cajpoquí; del náhuatl proviene tempesquistle, con numerosas variantes ortográficas; También de esta lengua provienen cosahuico o cozahuico, totozapotl y capire o capiri, todos ellos nombres comunes que esta especie comparte con su parienta más directa: Sideroxylon capiri. En Colima de lo conoce como huizilacate.en parte de puebla se  le conoce como tinado

## Uso culinario
Esta fruta no se produce a escala masiva, sino que suele encontrarse en huertas familiares y de traspatio. La gente también recoleta tempesquistles en las áreas boscosas y los vende para agregar una fuente de ingresos a su economía.
El tempesquistle, similar a un aguacate, es comestible y se usa en ensaladas y guisos. También se puede comer solo. Posee un sabor dulce. Cuando madura pasa de un color verde brillante a azul oscuro como el de un higo. Sin embargo, antes de que maduren se suelen preparar en conserva con sal y vinagre.
El tempesquitle posee un alto valor nutricional, ya que aporta 185.7 kcal/100 g de energía, además de un alto contenido en fibra.
También se usa para preparar atoles entre los nahuas del norte de Veracruz, y en Zongolica se prepara un adobo de tempesquitles, típico de Semana Santa.
En la Mixteca poblana se incluye el tempesquistle en un adobo de pipián (pepitas de calabaza).